# 西遼河
西遼河（せいりょうが、シーリャオホー、英: Xiliao River、拼音: Xīliáohé）は、中華人民共和国の内モンゴル自治区東南部から遼寧省北部へ流れる河川。遼河水系に属する。

## 概説
内モンゴルの赤峰市に属するオンニュド旗とナイマン旗の境界で、遼河の源流・老哈河（ラオハムレン）と、その北を流れる西拉木倫河（シラムレン）が合流して西遼河が形成される。
西遼河は赤峰市から通遼市へと東へ流れホルチン砂漠を通り、内モンゴル・遼寧・吉林の三省が交わる付近で、吉林省から流れてきた東遼河と合流し遼河となる。途中の主な支流には教来河、新開河などがある。

## 歴史
西遼河沿いは年降水量約200 mmで乾燥しており、地図でみてCの字を描く周りの山地・丘陵に約400 mmの降水がある。今から約8000年前から約3000年前の新石器時代に、人類は乾燥した低地を避け、標高400メートルから700メートルの山すそ・林縁に多く住んでいた。約3000年前までに、流域には以下のような文化が交代した。
- 興隆窪文化
- 趙宝溝文化
- 紅山文化
- 小河沿文化
- 夏家店下層文化